# Hans Stammreich
Hans Stammreich (Remscheid, 16 de julho de 1902 — São Paulo, 6 de março de 1969) foi um
químico brasileiro nascido na Alemanha. Foi um dos pioneiros da espectroscopia Raman.

## Biografia
Hans Stammreich nasceu em Remscheid, filho do médico Maximilien Stammreich e Henriette Alsberg, em 16 de julho de 1902.
Após ter completado os cursos de Química e Física, nas Universidades de Heidelberg e de Berlim recebeu o título de Doutor em Ciências Magna cum laude, em 1924, pela Escola Politécnica de Berlim-Charlottenburg,  sob orientação de Adolf Miethe. Ingressou no mesmo ano no Instituto de Fotoquímica da Escola Politécnica de Berlim, como assistente adjunto, pesquisando a aparente formação de ouro nas lâmpadas de mercúrio. A experiência acumulada nesse período foi fundamental para a posterior aplicação na espectroscopia Raman. Em 1927, foi nomeado assistente-chefe permanente do departamento. Em 1929 casou-se com Charlotte Marcuse, assistente de laboratório do Instituto. Em 1930, ficou encarregado da organização e da direção da seção de Espectroscopia e de Análise Espectral da Escola Politécnica, cargo que exerceu até 1933, quando foi exonerado de seu cargo em Berlim e teve de se refugiar na França, logo após a subida de Hitler ao poder.
Por indicação de Albert Einstein, pode dar aulas na Escola Municipal de Química e Física e continuar suas pesquisas na Universidade de Paris, onde lecionava o físico Charles Fabry, então Diretor do Instituto de Pesquisas Óticas dessa Universidade. Interrompeu seus trabalhos científicos na Sorbonne, em 1936, em virtude de convites que lhe foram feitos pelo Governo do Irã, no sentido de instalar e organizar um laboratório de espectroscopia no Instituto Estadual do Ministério de Minas em Teerã, e pela Academia de Ciência da URSS, para dar um curso de Espectrofotometria, no Instituto Ótico de Leningrado. De volta à Paris foi contratado pelo Centre National de la Recherche Scientifique Apliqué (atual CNRS). Em 1939, ficou encarregado do estudo de um método para tratamento preventivo, por ionoferese, de queimaduras oriundas de gás mostarda pela degradação eletrolítica do gás penetrado na pele.
Com a invasão nazista da França em 1939, Stammreich foi aprisionado e teve de optar entre servir a Legião Estrangeira ou sair do país. Em carta endereçada a Charlotte, Albert Einstein alerta o casal sobre problemas na obtenção de vistos para os EUA, o que os força a escolherem outro país. A autorização para a vinda ao Brasil só foi possível graças a uma intervenção pessoal do Prof. Aloysio de Castro, e mesmo assim foi conturbada. Stamreich foi retirado à força da embarcação que o levaria ao país e levado a um campo de concentração. Charlotte chegou no Rio de Janeiro em maio de 1940, mas só reencontrou o marido em outubro do mesmo ano, que havia escapado do campo.

Depois de passar alguns anos trabalhando na fabricação de letreiros de neon, Stammreich estabeleceu contato com a Escola Politécnica da Universidade de São Paulo, onde se envolveu com projetos tencológicos da Marinha. Em razão do posicionamento do Brasil, Stammreich não pode ser contratado pela USP até o fim da Segunda Guerra Mundial. Tornou-se docente de Física Superior da Faculdade de Filosofia, Ciências e Letras da USP em 1947, quando encomendou o espectrógrafo Raman que se tornaria o primeiro em operação rotineira na América Latina, por USD 10.172,00. Em razão das limitações técnicas dos aparelhos da época, Stammreich teve que desenvolver sua própria instrumentação. A partir de 1966, estabeleceu-se nas novas instalações do Conjunto das Químicas no campus Butantã da USP, com o Laboratório de Espectroscopia Molecular..